# 뮌히하우젠 (영화)
뮌히하우젠(Munchhausen)은 독일에서 제작된 요제프 폰 바키 감독의 1943년 코미디, 판타지, 모험 영화이다. 페르디난드 마리안 등이 주연으로 출연하였다.

## 출연

### 주연
- 페르디난드 마리안